# Regina (màrtir)

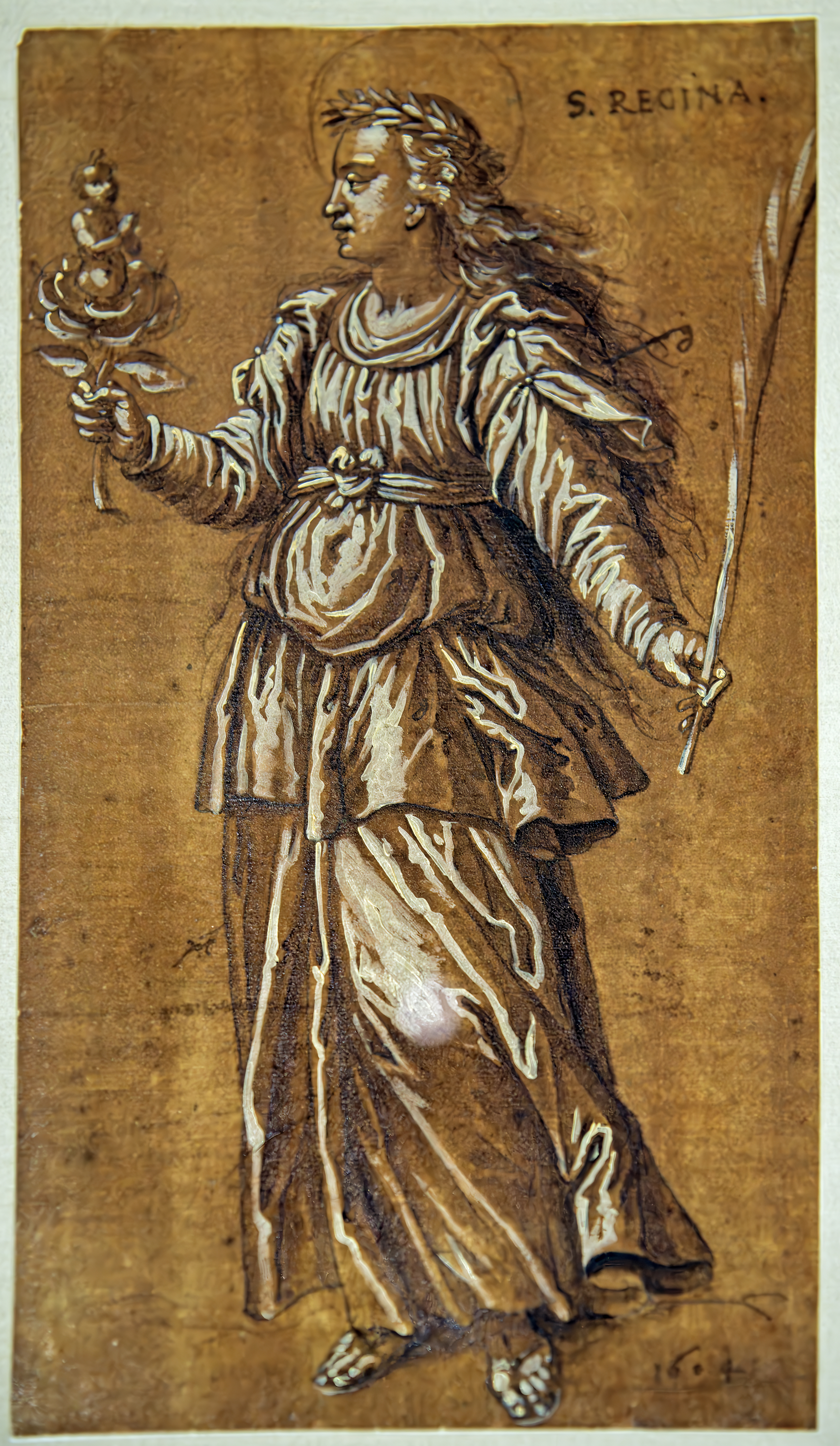
Santa Regina d'Alèsia de Francisco Pacheco

Santa Regina (Autun, França, segle III) és una màrtir verge i santa de l'Església catòlica.
La seva mare morí al part i el seu pare, un pagà anomenat Climent, la va repudiar. Va anar a viure amb una infermera cristiana que la va batejar. Va llegir i meditar les vides dels sants. Es negà a renunciar a la seva fe per casar-se amb el procònsol Olybrius. Fou torturada i decapitada a Alèsia. El seu martiri va passar durant la persecució de Deci, el 251, o de Maximià el 286.
La seva festa se celebra el 7 de setembre, o bé el 20 de juny a l'Arxidiòcesi de Paderborn. Antigament hi va haver una processó en seu honor a la ciutat de Dijon. Les seves relíquies es van portar a l'Abadia de Flavigny el 827.